# Mayra Mendoza

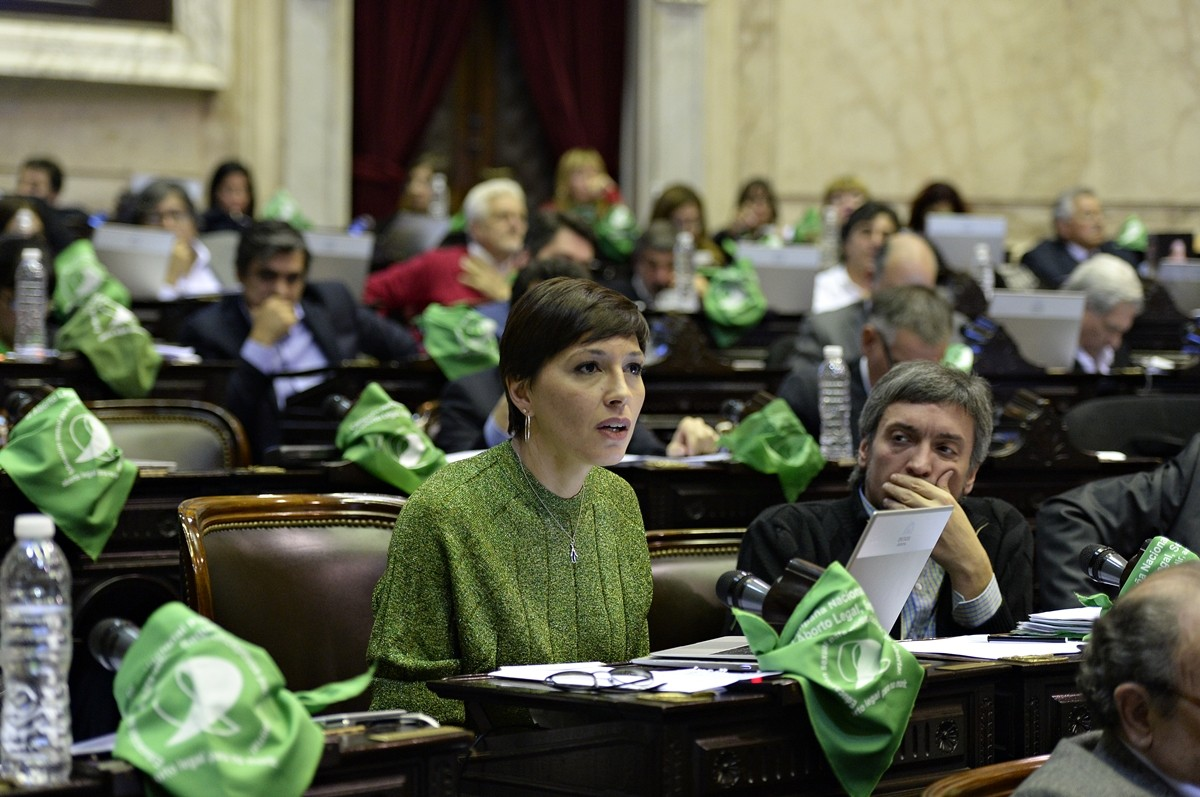
Sessão da câmara dos deputados da Argentina para a descriminalização do aborto.

Mayra Soledad Mendoza (nascida em 26 de novembro de 1983), é uma política argentina que serviu como Deputada Nacional de 2011 a 2019, e actualmente é intendente (prefeito) de Quilmes pela Frente de Todos.

## Infância e início de carreira
Ela nasceu numa família radical. Na adolescência, ela deu aulas de apoio em uma cantina comunitária na sua cidade. Começou a fazer parte do grupo La Cámpora, desde a sua criação em 2006, tornando-se em 2011, a única mulher na mesa de liderança nacional. Anteriormente, em junho de 2008, ela havia sido nomeada secretária organizacional. Ela também participou na fundação da Juventude Peronista da Província de Buenos Aires. Em 2010, ela inaugurou uma unidade básica na sua localidade.

## Carreira política
O seu primeiro emprego na política foi com Oscar Batallés, vereador de Quilmes. Posteriormente, trabalhou como assessora do senador radical José Eseverri. Depois, trabalhou no Hipódromo de Palermo e no Município de Zárate. Ela também actuou como Secretária da Mulher no Partido Justicialista.
Em meados de 2009, foi nomeada gerente de Relações Institucionais da ANSES. Em dezembro de 2011, ela assumiu o cargo de Deputada Nacional pela Província de Buenos Aires. Ela foi reeleita em 2015.
Em 27 de outubro de 2019, foi eleita com 49,47% dos votos, tornando-se a primeira mulher a governar o distrito.
Mendoza foi reeleita prefeita de Quilmes, em 2023.